# 1425

## Esdeveniments
Països Catalans
Resta del món
- Fundació de la Universitat catòlica de Lovaina.
- Joan VIII Paleòleg, emperador romà d'Orient.

## Naixements
Països Catalans
Resta del món
- 22 de juny, Florència: Lucrècia Tornabuoni, poeta i noble italiana i influent assessora política durant el segle xv (m.1482).[1]
- Valladolid, Espanya: Enric IV, rei de Castella (1454-1474) (m.Madrid, Espanya 1474).
- Joana Enríquez, a Torrelobatón.
- Gastó IV de Foix.

## Necrològiques
Països Catalans
Resta del món
- 17 de març - Japó: Ashikaga Yoshikazu, 21è shogun.
- 29 de maig - Pequín (Xina): Zhu Gaochi, quart emperador de la Dinastia Ming amb el nom de Hongxi (n. 1378).[2]
- Manuel II Paleòleg.